# Roger Vergé
Roger Vergé (Commentry, 7 aprile 1930 – Mougins, 5 giugno 2015) è stato un cuoco francese.

## Biografia
È considerato uno dei più grandi cuochi del XX secolo e il padre fondatore della Nouvelle cuisine.
Nato in un piccolo paese della Francia centrale da un padre fabbro, inizia a lavorare a La Tour d'Argent, un ristorante parigino ma lascia la patria per compiere varie esperienze lavorative in Marocco, Algeria e Kenya.
Successivamente rientrato, ha lavorato al ristorante dell'Hôtel de Paris a Monte Carlo, prima di aprire il proprio ristorante (Moulin de Mougins) sulla Costa Azzurra nel 1969.
Lo stile di Roger Vergé si caratterizza per una cucina, dallo stesso chiamata Cucina del sole (Cuisine du Soleil), come variante di quella classica provenzale e, nella sostanza, rappresentante la cosiddetta Nouvelle cuisine francese. 
Tale cucina era caratterizzata da procedimenti innovativi per allora, quali l'uso del mixer, del rivestimento antiaderente e della cottura a basse temperature. Inoltre, un grande contributo è stato quello di "sgrassare" la cucina di allora, ricca di grassi, adatta più alle esigenze di vita collegate al lavoro prevalentemente fisico dell'epoca.
Assieme a Paul Bocuse e Gaston Lenôtre ha creato Le Bistro de Paris, un tipico bistrot francese all'interno di Walt Disney World Resort in Florida.
Nel 2003 si è ritirato dalla professione, lasciando il Moulin de Mougins nelle mani di Alain Llorca.

## Allievi
Nel corso degli anni, numerosi sono stati gli allievi di Roger Vergé, tra cui: David Bouley, Daniel Boulud, Serge Chollet, Alain Ducasse, Gilles Goujon, Hubert Keller, Lucia Pavin.